# بوب بيلي (لاعب هوكي جليد)
بوب بيلي هو لاعب هوكي جليد كندي، ولد في 29 مايو 1931 في كينورا في كندا، وتوفي في 24 أكتوبر 2003.

## وصلات خارجية
- بوب بيلي على موقع دوري الهوكي الوطني (الإنجليزية)
- بوب بيلي على موقع EliteProspects.com (الإنجليزية)
- بوب بيلي على موقع HockeyDB.com (الإنجليزية)
- بوب بيلي على موقع Hockey-Reference.com (الإنجليزية)